# 文京区立音羽中学校
文京区立 音羽中学校（ぶんきょうくりつ おとわちゅうがっこう）は、東京都文京区大塚一丁目に所在する区立中学校である。

## 沿革
（沿革節の主要な出典は公式サイト）
2009年、生徒数の減少に伴い「文京区立第五中学校」と「文京区立第七中学校」を統合して元文京区教育センター跡地に開校。
2023年（令和5年）1月 - 全教科 区教育研究協力校となる。

## 部活動

### 運動部
- バスケットボール部
- バレーボール部
- ソフトテニス部
- 卓球部
- 柔道部
- サッカー部
- 硬式テニス部
- 水泳部

### 文化部
- 文芸部
- 日本文化部
- 吹奏楽部
- 科学部
- 演劇部
- いけばな＆アレンジメント部

## 交通
- 東京メトロ有楽町線、護国寺駅より徒歩、約10分。
- 東京メトロ丸ノ内線、茗荷谷駅より徒歩、約10分。

## 著名な卒業生・出身者
- 飯沼一省 - 内務官僚（文京五中前身の黒田尋常小学校卒業）
- 黒澤明 - 映画監督（文京五中前身の黒田尋常小学校卒業）